# فرپلی (ویسکانسین)
فرپلی (به انگلیسی: Fair Play) یک منطقهٔ مسکونی در ایالات متحده آمریکا است که در شهرستان گرنت، ویسکانسین واقع شده‌است. فرپلی ۲۷۴٫۰۲ متر بالاتر از سطح دریا واقع شده‌است.